# Hypselotriton
Hypselotriton es un género de anfibios caudados de la familia Salamandridae, se suelen conocer como tritones de vientre de fuego; son endémicos de China.

## Especies
Se reconocen las siguientes según ASW:
- Hypselotriton chenggongensis (Kou & Xing, 1983)
- Hypselotriton cyanurus (Liu, Hu, & Yang, 1962)
- Hypselotriton fudingensis (Wu, Wang, Jiang, & Hanken, 2010)
- Hypselotriton glaucus (Yuan, Jiang, Ding, Zhang, & Che, 2013)[2]
- Hypselotriton huanggangensis Jiang, Huang, Fan, Cheng, Raffaëlli & Chen, 2024[3]
- Hypselotriton orientalis (David, 1873)
- Hypselotriton orphicus (Risch, 1983)
- Hypselotriton wolterstorffi (Boulenger, 1905)
- Hypselotriton yunnanensis (Yang, 1983)